# The Sims: Unleashed
The Sims: Unleashed je pátý datadisk do hry The Sims, vydaný 07.11.2002. The Sims: Unleashed přinesl jako největší novinku do hry zvířata. Zatímco psi a kočky jsou považovány za Simíky, ostatní domácí zvířata (želvy, ptáci aj.) jsou považovány za objekty. Nicméně, psi a kočky nelze ovládat přímo jako Simíky, hráč může ovládat pouze jejich pohyb, tedy nemůže mu dávat přímo příkazy. Unleashed také nově zavádí zahradničení. Semena můžete nakoupit přímo ve městě.

## Old Town
Tento datadisk nově zpřístupnil historickou část města: Old Town. Po městě vás rozváží historický autobus. Taktéž byla přidána funkce změny typu pozemku na komunitní a obytný. Město se podobá New Orleans, na komunitních pozemcích je slyšet jazz a máte možnost zde nakoupit i semena pro zahradničení. V The Sims: Unleashed máte možnost upravovat z původních deseti pozemků upravovat rovnou přes 40 pozemků. Styl budov je ve stylu francouzských čtvrtí.

## NPC a rodiny

### Rodiny v Old Town
- Hick Family
- Charming Family
- Kat Family
- Goth Sr. family
- Burb family

### NPC postavy
- El Bandito (mýval)
- Henri LeStanc
- Miss Lucille
- Tidy Heidi
- Travelin’ Joe
- Animal Control Evan
- Gardener Bob
- Sir Will of Orinda
- Giuseppi Renni a Mr. McCutch (jeho opice)
- W.C. Friendly
- DUPA